# World Series FINA de plongeon
 (août 2024).
Les World Series FINA de plongeon (officiellement « FINA Diving World Series ») sont une compétition internationale de plongeon organisée par la Fédération internationale de natation depuis 2007. Elle est composée chaque année de plusieurs étapes (actuellement 4) se déroulant dans différentes villes à travers le monde. Actuellement, les épreuves disputées sont les mêmes qu'aux Jeux olympiques.

## Palmarès masculin
| Année | Tremplin à 3 m       | Haut vol 10 m         | Plongeon synchronisé tremplin 3 m                                                         | Plongeon synchronisé haut vol 10 m                                                       |
| ----- | -------------------- | --------------------- | ----------------------------------------------------------------------------------------- | ---------------------------------------------------------------------------------------- |
| 2007  | Qin Kai (CHN)        | Zhou Luxin (CHN)      | Qin Kai (CHN) Wang Feng (CHN)                                                             | Lin Yue (CHN) Huo Liang (CHN)                                                            |
| 2008  | Qin Kai (CHN)        | Zhou Luxin (CHN)      | Qin Kai (CHN) Wang Feng (CHN)                                                             | Konstantin Khanbekov (RUS) Oleg Vikulov (RUS)                                            |
| 2009  | Qin Kai (CHN)        | Qiu Bo (CHN)          | Ben Swain (GBR) Nicholas Robinson-Baker (GBR)                                             | Patrick Hausding (GER) Sascha Klein (GER)                                                |
| 2010  | Qin Kai (CHN)        | Qiu Bo (CHN)          | Qin Kai (CHN) Zhang Xinhua (CHN)                                                          | Zhang Yanquan (CHN) Cao Yuan (CHN)                                                       |
| 2011  | Qin Kai (CHN)        | Qiu Bo (CHN)          | Yahel Castillo (MEX) Daniel Islas (MEX)                                                   | Patrick Hausding (GER) Sascha Klein (GER)                                                |
| 2012  | He Chong (CHN)       | Thomas Daley (GBR)    | Oleksiy Pryhorov (UKR) Illya Kvasha (UKR) Oleksandr Gorshkovozov (UKR) Oleg Kolodiy (UKR) | Peter Waterfield (GBR) Thomas Daley (GBR)                                                |
| 2013  | Yahel Castillo (MEX) | Victor Minibaev (RUS) | He Chong (CHN) Qin Kai (CHN)                                                              | Victor Minibaev (RUS) Artem Chesakov (RUS)                                               |
| 2014  | He Chong (CHN)       | Victor Minibaev (RUS) | He Chong (CHN) Qin Kai (CHN) Lin Yue (CHN) Cao Yuan (CHN)                                 | Yang Jian (CHN) Chen Aisen (CHN) Lin Yue (CHN) Cao Yuan (CHN) He Zi (CHN) Wang Han (CHN) |
| 2015  | Jack Laugher (GBR)   | Yang Jian (CHN)       | Cao Yuan (CHN) Qin Kai (CHN) He Chong (CHN) He Chao (CHN)                                 | Lin Yue (CHN) Chen Aisen (CHN) Yang Jian (CHN) Tai Xiaohu (CHN) Lian Junjie (CHN)        |
| 2016  | Cao Yuan (CHN)       | Chen Aisen (CHN)      | Oleksandr Gorshkovozov (UKR) Illya Kvasha (UKR)                                           | Lin Yue (CHN) Chen Aisen (CHN)                                                           |
| 2017  | Xie Siyi (CHN)       | Chen Aisen (CHN)      | Cao Yuan (CHN) Xie Siyi (CHN)                                                             | Yang Hao (CHN) Chen Aisen (CHN)                                                          |
| 2018  | Cao Yuan (CHN)       | Yang Jian (CHN)       | Chine                                                                                     | Russie                                                                                   |
| 2019  | Jack Laugher (GBR)   | Tom Daley (GBR)       | Chine et Mexique                                                                          | Chine                                                                                    |

## Palmarès féminin
| Année | Tremplin à 3 m      | Haut vol 10 m                | Plongeon synchronisé tremplin 3 m                                                             | Plongeon synchronisé haut vol 10 m                                    |
| ----- | ------------------- | ---------------------------- | --------------------------------------------------------------------------------------------- | --------------------------------------------------------------------- |
| 2007  | Guo Jingjing (CHN)  | Chen Ruolin (CHN)            | Guo Jingjing (CHN) Wu Minxia (CHN)                                                            | Chen Ruolin (CHN) Wang Xin (CHN)                                      |
| 2008  | Wu Minxia (CHN)     | Paola Espinoza Sánchez (MEX) | Guo Jingjing (CHN) Wu Minxia (CHN)                                                            | Émilie Heymans (CAN) Marie-Ève Marleau (CAN)                          |
| 2009  | He Zi (CHN)         | Kang Li (CHN)                | Han Wang (CHN) He Zi (CHN)                                                                    | Briony Cole (AUS) Melissa Wu (AUS)                                    |
| 2010  | He Zi (CHN)         | Chen Ruolin (CHN)            | He Zi (CHN) Wu Minxia (CHN)                                                                   | Chen Ruolin (CHN) Wang Hao (CHN)                                      |
| 2011  | He Zi (CHN)         | Chen Ruolin (CHN)            | He Zi (CHN) Wu Minxia (CHN)                                                                   | Chen Ruolin (CHN) Wang Hao (CHN)                                      |
| 2012  | He Zi (CHN)         | Chen Ruolin (CHN)            | He Zi (CHN) Wu Minxia (CHN)                                                                   | Chen Ruolin (CHN) Wang Hao (CHN)                                      |
| 2013  | He Zi (CHN)         | Si Yajie (CHN)               | He Zi (CHN) Wu Minxia (CHN) Shi Tingmao (CHN) Wang Han (CHN)                                  | Chen Ruolin (CHN) Liu Huixia (CHN) Si Yajie (CHN) Liu Huixia (CHN)    |
| 2014  | Wang Han (CHN)      | Liu Huixia (CHN)             | He Zi (CHN) Wu Minxia (CHN) Shi Tingmao (CHN) Wang Han (CHN) Tai Xiao Hu (CHN) Yang Hao (CHN) | Chen Ruolin (CHN) Liu Huixia (CHN) Huang Xiaohui (CHN) Lian Jie (CHN) |
| 2015  | Jennifer Abel (CAN) | Tonia Couch (GBR)            | Shi Tingmao (CHN) Wu Minxia (CHN) Wang Han (CHN) He Zi (CHN)                                  | Chen Ruolin (CHN) Liu Huixia (CHN) Si Yajie (CHN) Lian Jie (CHN)      |
| 2016  | Shi Tingmao (CHN)   | Roseline Filion (CAN)        | Wang Han (CHN) He Zi (CHN)                                                                    | Si Yajie (CHN) Liu Huixia (CHN) Chen Ruolin (CHN)                     |
| 2017  | Shi Tingmao (CHN)   | Si Yajie (CHN)               | Chang Yani (CHN) Shi Tingmao (CHN)                                                            | Si Yajie (CHN) Ren Qian (CHN)                                         |
| 2018  | Shi Tingmao (CHN)   | Ren Qian (CHN)               | Chine                                                                                         | Chine                                                                 |
| 2019  | Jennifer Abel (CAN) | Kim Mi-rae (PRK)             | Chine                                                                                         | Chine                                                                 |

## Palmarès mixte
| Année | Plongeon synchronisé tremplin 3 m                                        | Plongeon synchronisé haut vol 10 m                               |
| ----- | ------------------------------------------------------------------------ | ---------------------------------------------------------------- |
| 2015  | He Zi (CHN) Chen Aisen (CHN) Wang Han (CHN) Yang Hao (CHN) Lin Yue (CHN) | Lian Jie (CHN) Tai Xiaohu (CHN) Lian Junjie (CHN) Si Yajie (CHN) |
| 2016  | Wang Han (CHN) Yang Hao (CHN)                                            | Chang Yani (CHN) Tai Xiaohu (CHN)                                |
| 2017  | Li Zheng (CHN) Wang Han (CHN)                                            | Lian Jie (CHN) Lian Junjie (CHN)                                 |
| 2018  | Royaume-Uni                                                              | Corée du Nord et Russie                                          |
| 2019  | Chine                                                                    | Chine                                                            |